# رازوارگی سلامت
معمای سلامت یا رازوارگی سلامت: هنر شفابخشی در عصر علم (به آلمانی: Über die Verborgenheit der Gesundheit) کتابی دربارهٔ فلسفه پزشکی از هانس-گئورگ گادامر است که در سال ۱۹۹۳ منتشر شد. گادامر در این کتاب بر اهمیت رویکرد هرمنوتیکی در پزشکی تأکید می‌کند و مؤلفه‌های کلیدی کار طبابت مثل مرگ، زندگی، اضطراب، آزادی، سلامت و رابطه بدن و روح را بر اساس چارچوب پدیدارشناختی تدوین‌شده توسط هایدگر در هستی و زمان بررسی می‌کند. این کتاب را نرگس تاجیک نشاطیه به فارسی ترجمه کرده‌است.